# Piotr Wojciech Wójcik
Piotr Wojciech Wójcik (ur. 29 czerwca 1963 w Warszawie) – polski polityk i prawnik, poseł na Sejm I i III kadencji.

## Życiorys
Ukończył w 1991 studia na Wydziale Prawa i Administracji Uniwersytetu Warszawskiego, zawodowo związany z sektorem bankowym. Pełnił funkcję posła I i III kadencji, wybieranego odpowiednio z ramienia Porozumienia Obywatelskiego Centrum oraz Akcji Wyborczej Solidarność. W latach 1998–2002 zasiadał w sejmiku mazowieckim.
Należał do PC, następnie zakładał Ruch dla Rzeczypospolitej i Zjednoczenie Polskie. Działał w Ruchu Społecznym, w 2004 wstąpił do Partii Centrum. W 2006 znalazł się wśród osób wspierających Hannę Gronkiewicz-Waltz, ubiegającą się o stanowisko prezydenta Warszawy.

## Odznaczenia
W 2025 odznaczony Krzyżem Kawalerskim Orderu Odrodzenia Polski. W 2017 otrzymał Złoty Krzyż Zasługi oraz Krzyż Wolności i Solidarności.